# Dumont d'Urville (bâtiment de transport)
Pour les autres navires du même nom, voir Dumont d'Urville (navire).
Le Dumont d'Urville (indicatif visuel L9032) est un bâtiment de transport léger de classe Champlain français de la Marine nationale affecté aux Forces armées aux Antilles. Il porte le nom du navigateur et explorateur français Jules Dumont d'Urville.

## Histoire

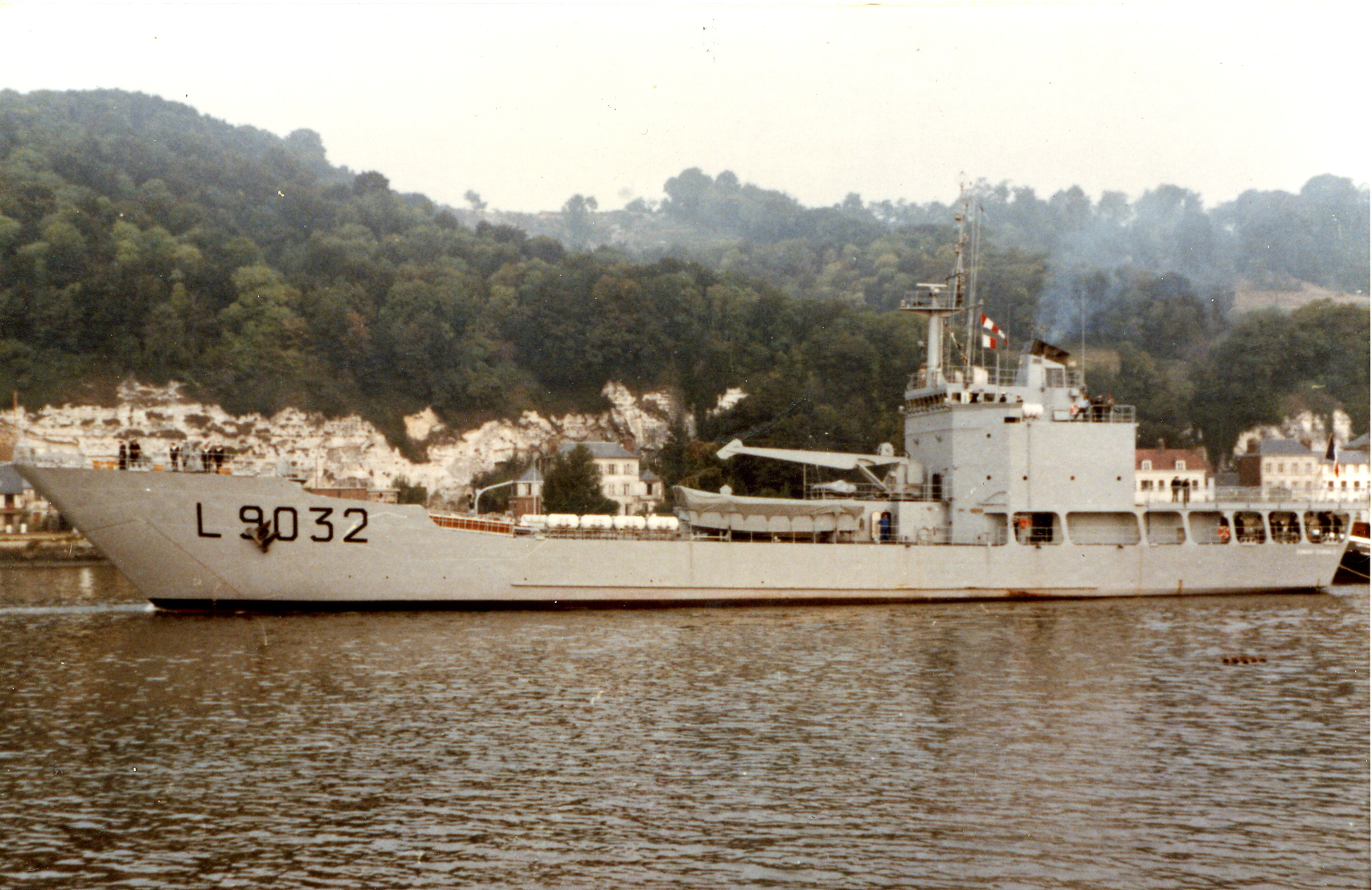
1983 - Admission au service actif du Batral Dumont d'Urville.

Le Dumont d'Urville a été mis sur cale le 15 décembre 1980 aux Chantiers de Normandie puis admis au service actif le 5 février 1983. Le "Batral" est un type de bâtiment amphibie capable de "beacher" ou "plager" , c'est-à-dire de s'échouer volontairement sur une plage de sable afin de débarquer des troupes, des véhicules ou du fret. Il dispose d'une capacité d'emport totale de 300 tonnes. Il peut en outre transporter une compagnie de 120 personnes et 12 véhicules.
Ce type de bâtiment est avant tout orienté vers le travail inter-armées en accueillant notamment du personnel de l'armée de terre. Des exercices communs d'entraînement sont organisés régulièrement avec le 33e régiment d'infanterie de marine basé en Martinique.
Le Batral Dumont d'Urville est basé à Fort-de-France, siège du commandement militaire des Forces armées aux Antilles, de décembre 2010 à juin 2017.
En juin 2017, le navire effectue sa dernière traversée pour être désarmé. Après avoir rejoint le port de Brest fin juillet et avoir été désarmé, il est désormais en attente de démantèlement. Courant septembre 2021, sa coque a  rejoint le proche cimetière des navires de Landévennec dans l'attente d'un démantèlement.

## Drôme
Le Batral Dumont d'Urville dispose également de moyens complémentaires de projection :
- deux embarcations pneumatiques de 40 ch.
- un LCVP (Landing Craft Vehicle & Personnel).

## Historique des déploiements
- Expédition Vanikoro en octobre 2008 (sur les traces de La Pérouse) lorsque le bâtiment était affecté à Papeete.
- En Haïti (2011, 2012, 2013) ;
- Exercice français interarmées CARAIBES (2011, 2013) ;
- Exercice multinational et interarmées DUNAS (2012, 2013) en partenariat avec la République dominicaine.

Le Dumont d'Urville effectue également de nombreuses patrouilles dans tout l'arc antillais allant d'Haïti au Venezuela. Lors de ces périodes à la mer, le bâtiment reconnaît de nouveaux sites de débarquement dans les différents pays en collaboration avec les autorités locales.

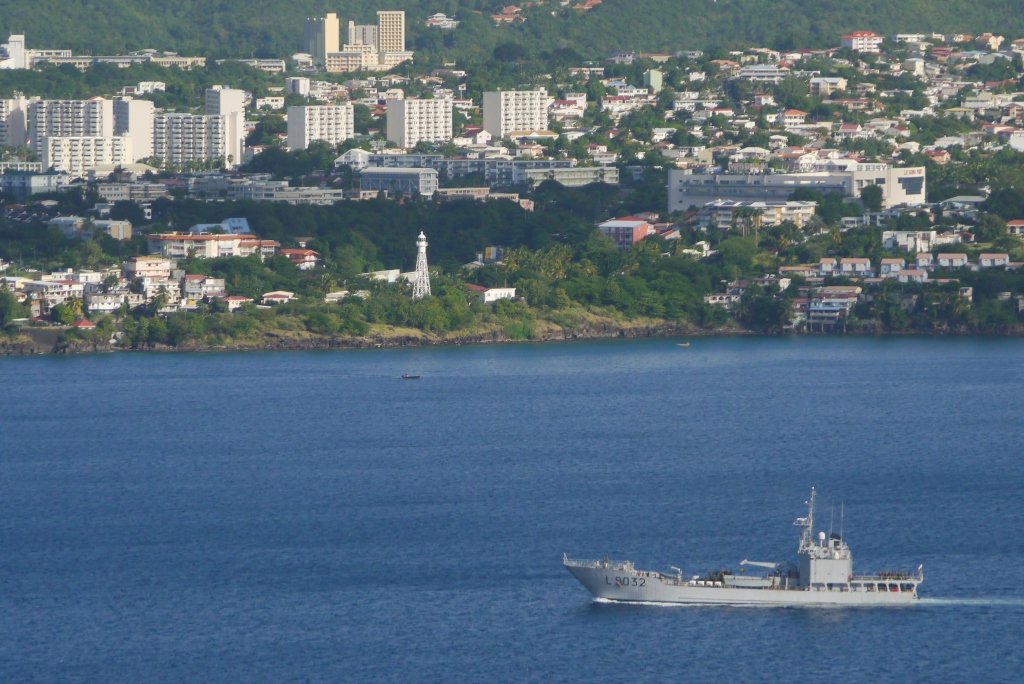
Le Dumont d'Urville au large de Fort-de-France.
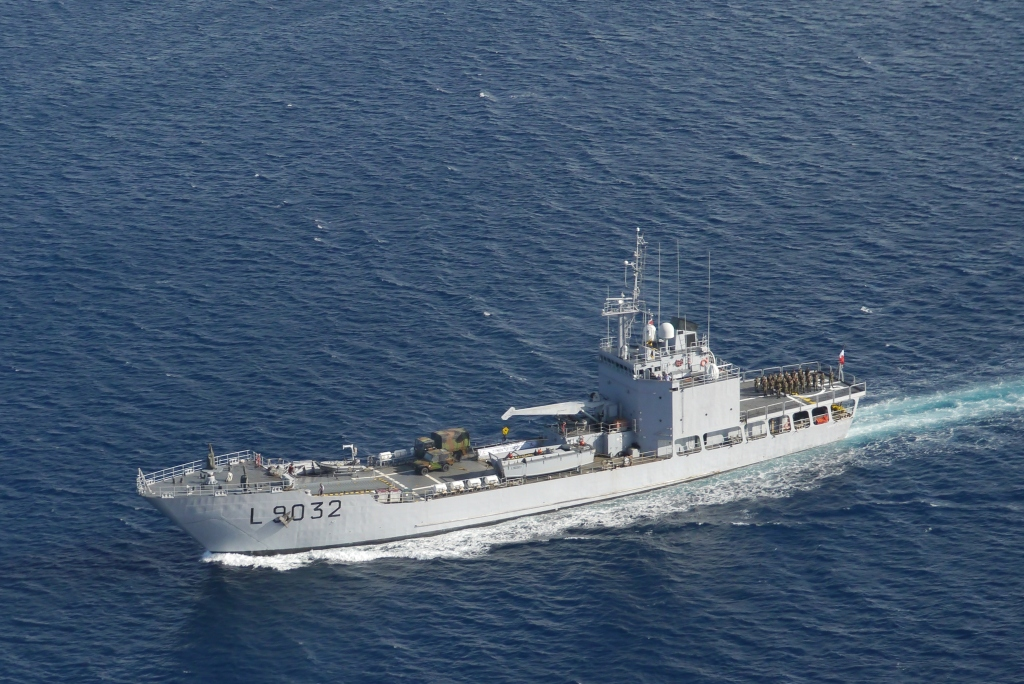
Le Dumont d'Urville en mer.
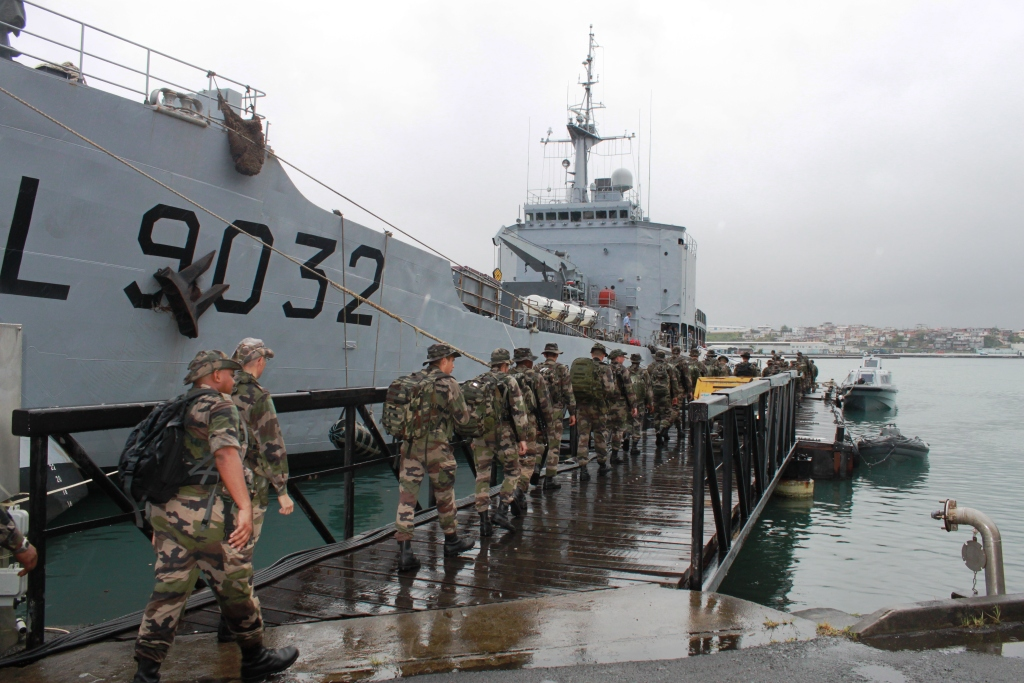
Embarquement du personnel du DTA-33 à Fort-de-France.
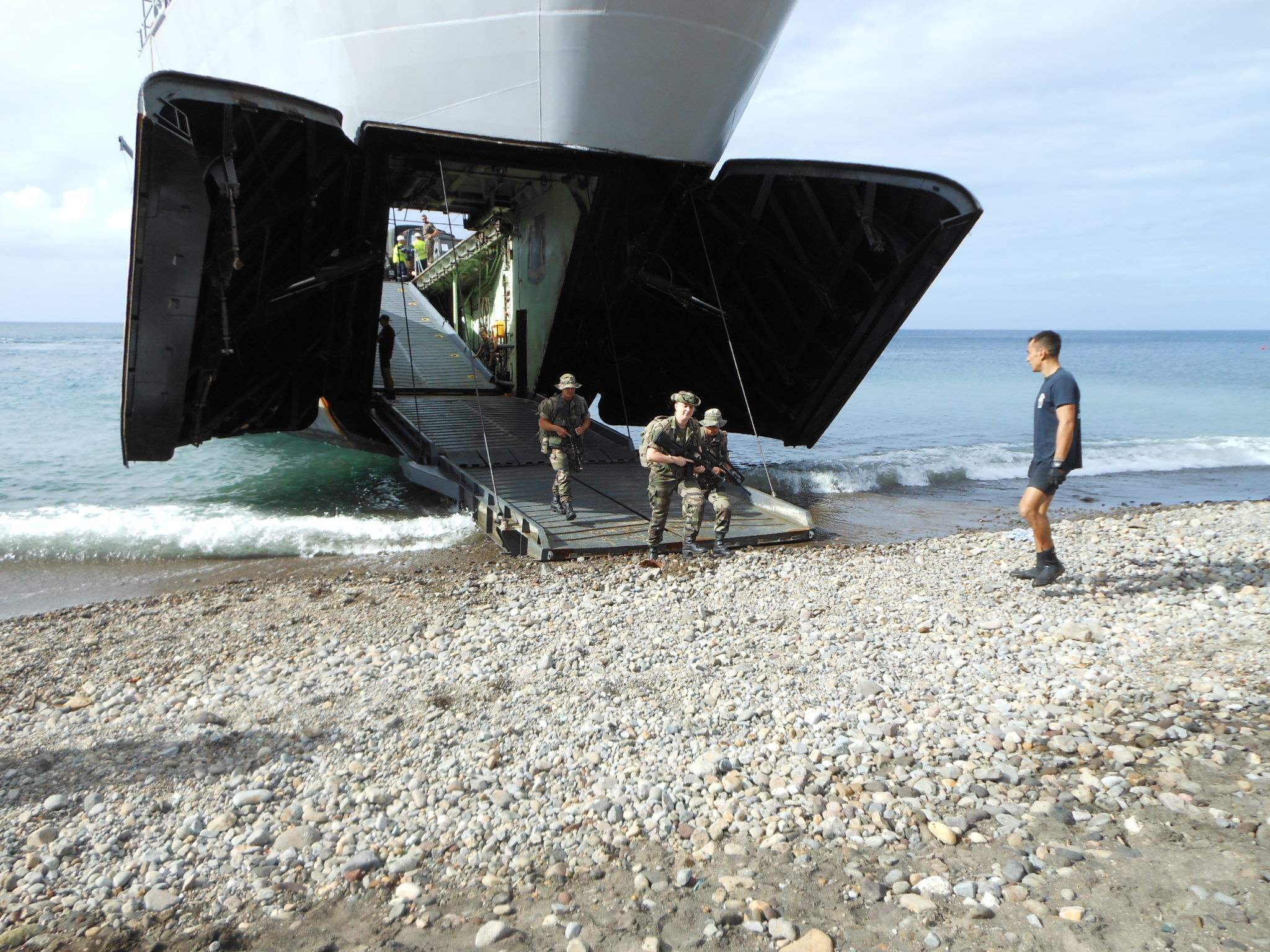
Plageage.
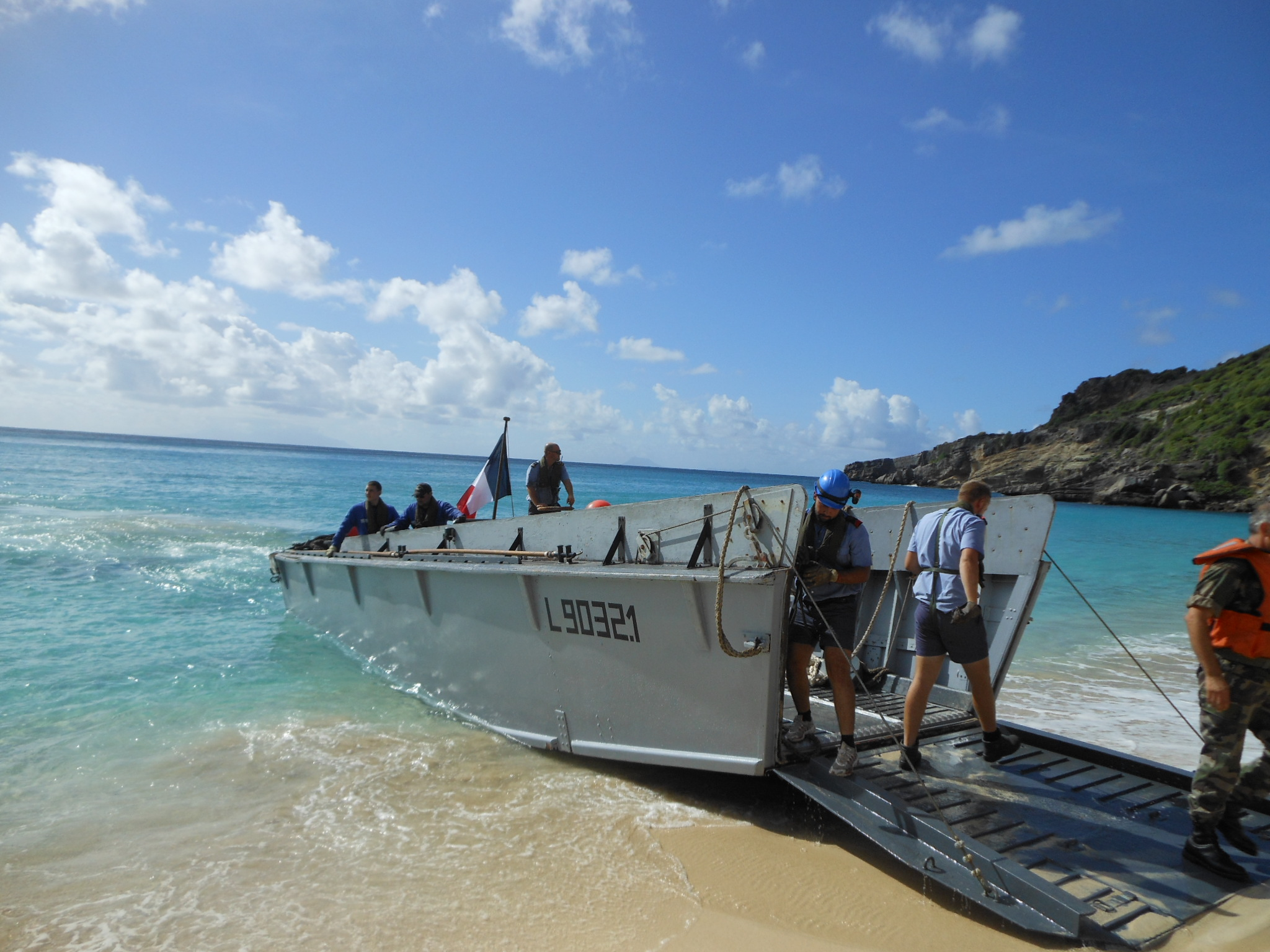
Débarquement de troupes en LCVP.
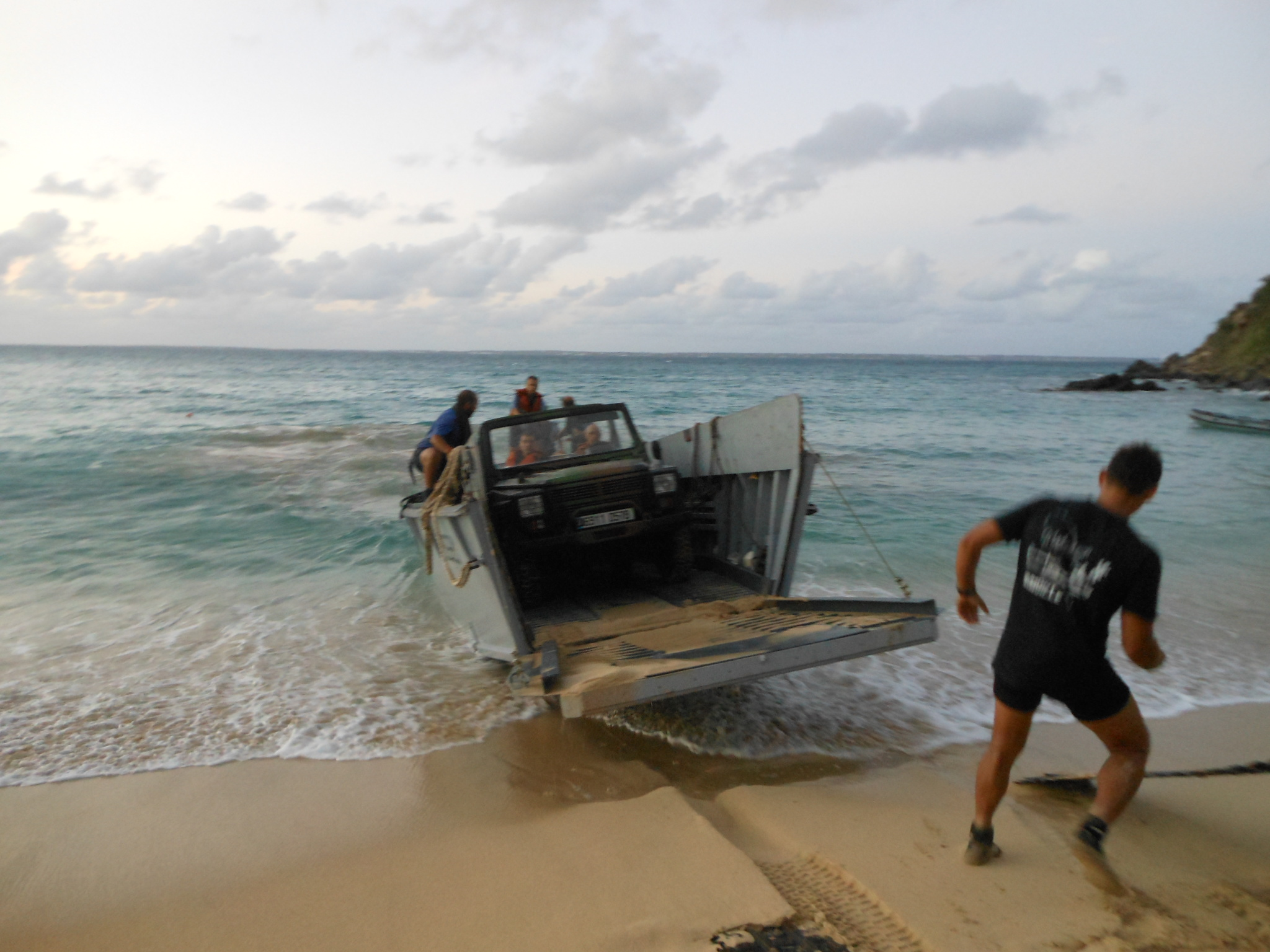
Débarquement d'une P4 en LCVP.
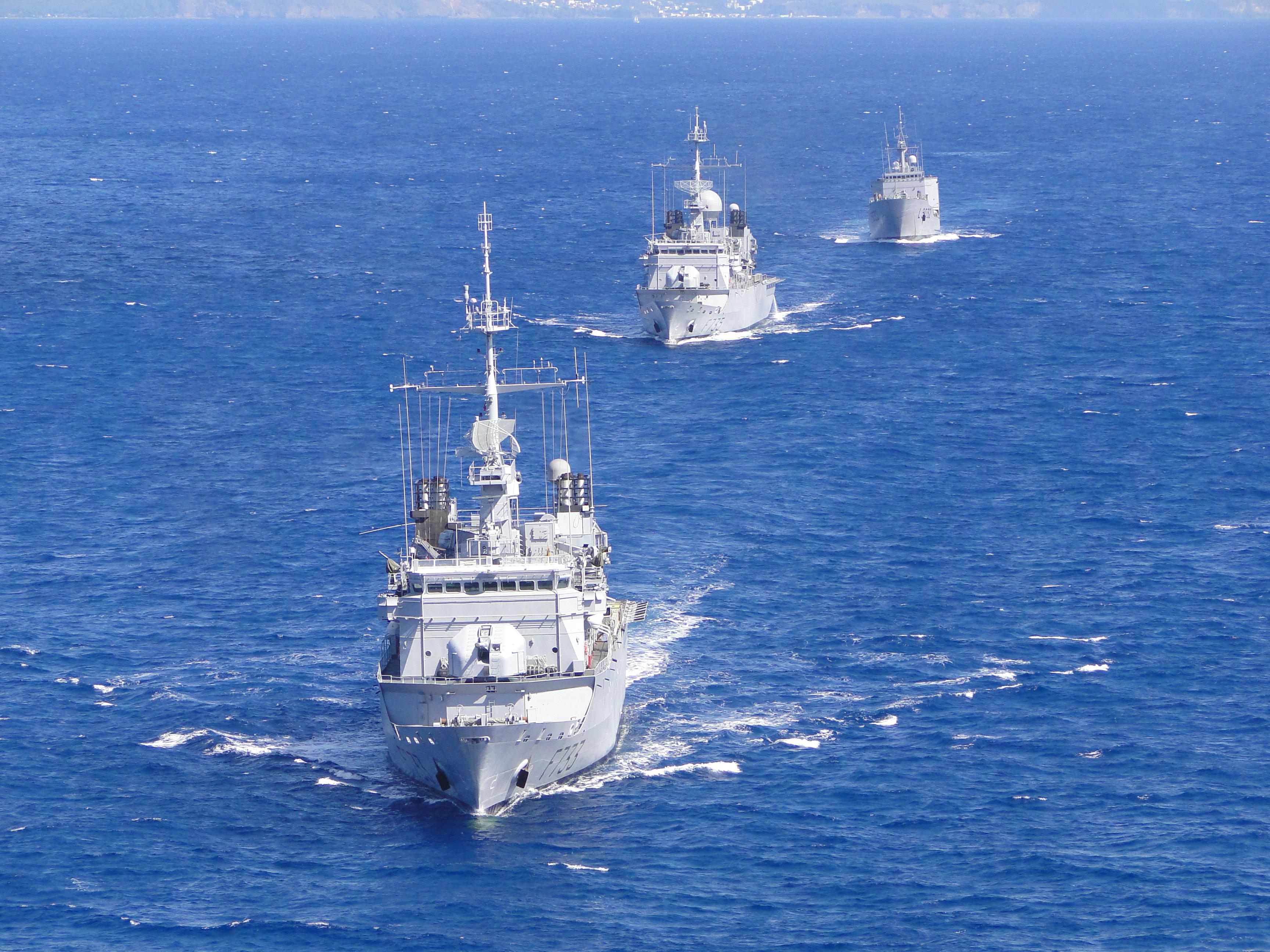
Le Dumont d'Urville avec le Ventôse et le Germinal.